# Kodaira 1
Kodaira 1 – obiekt astronomiczny nieznanego typu znajdujący się w gwiazdozbiorze Węża odkryty w 1983 roku. Obiekt został nazwany nazwiskiem jego odkrywcy, Keiichiego Kodairy.

## Charakterystyka
Początkowo obiekt ten został zaliczony przez jego odkrywcę jako kandydat na gromadę kulistą znajdującą się w pobliżu Drogi Mlecznej. Jednak dane te nie zostały zweryfikowane, gdyż obrazy wykonane w podczerwieni dały wyniki negatywne. W 1993 roku Stanislav George Djorgovski i Georges Meylan stwierdzili, że obiekt prawdopodobnie nie istnieje. W 1995 roku Kodaira i inni stwierdzili, że jest to najprawdopodobniej mocno zaczerwieniona gwiazda typu widmowego M5-8 III o jasności obserwowanej wynoszącej 7-8m.